# Финал Кубка Англии по футболу 1924
Финал Кубка Англии 1924 года (англ. 1924 FA Cup Final) — футбольный матч, завершавший розыгрыш Кубка Англии сезона 1923/24. Он стал 49-м финалом Кубка Футбольной ассоциации, также известного как Кубок Англии, старейшего футбольного турнира в мире. Матч прошёл 26 апреля 1924 года на стадионе «Уэмбли» в Лондоне. В нём встретились английские клубы «Ньюкасл Юнайтед» и «Астон Вилла». Победу в матче со счётом 2:0 одержал «Ньюкасл Юнайтед» благодаря голам Нила Харриса и Стэна Сеймора. Для «Ньюкасла» это была вторая победа в Кубке Англии. Финал стал неофициально назваться как «финал в дождливый день» (англ. Rainy Day final) из-за погоды, многие болельщики использовали программы к матчу в качестве импровизированных «зонтов». Из-за этого впоследствии сохранилось очень мало программ в хорошем состоянии, и они продаются на аукционах за крупные суммы.

## Матч

### Обзор матча
В составе «Астон Виллы» на финальный матч было пятеро игроков, сыгравших в победном для клуба финале 1920 года. «Ньюкасл Юнайтед» выставил на финальный матч резервного вратаря Уильяма Брэдли, так как основной вратарь Сэнди Матч за пять дней до финала получил серьёзную травму колена в матче с «Астон Виллой» в рамках Первого дивизиона, из-за чего завершил карьеру игрока. В чемпионате «Астон Вилла» разгромила «Ньюкасл» со счётом 6:1 и была фаворитом финала.
Во время матча 26 апреля шёл дождь и поле «Уэмбли» было залито водой. «Вилла» опасно атаковала, но не могла реализовать свои моменты, во многом из-за отличной игры вратаря «Ньюкасла» Уильяма Брэдли. Исход матча решился в последние десять минут. На 83-й минуте центральный хавбек «Ньюкасла» Чарли Спенсер прорвался по центру и отдал проникающий пас на Нила Харриса, который открыл счёт в матче «потрясающим» ударом. Две минуты спустя на левом фланге Стэн Сеймор принял длинную передачу и точно пробил по воротам «Виллы», удвоив преимущество «сорок». «Ньюкасл Юнайтед» одержал победу со счётом 2:0.

### Отчёт о матче
| Ньюкасл Юнайтед           | 2:0     | Астон Вилла |
| ------------------------- | ------- | ----------- |
| - Харрис 83′ - Сеймор 85′ | (отчёт) |             |

| Ньюкасл Юнайтед | Астон Вилла |

|                 |  |                   |  |
|                 |  |                   |  |
| Вр              |  | Уильям Брэдли     |  |
| Защ             |  | Билли Хэмпсон     |  |
| Защ             |  | Фрэнк Хадспет (к) |  |
| Хав             |  | Питер Муни        |  |
| Хав             |  | Чарли Спенсер     |  |
| Хав             |  | Уилли Гибсон      |  |
| Нап             |  | Джеймс Лоу        |  |
| Нап             |  | Билли Кауан       |  |
| Нап             |  | Нил Харрис        |  |
| Нап             |  | Томми Макдональд  |  |
| Нап             |  | Стэн Сеймор       |  |
| Главный тренер: |  |                   |  |
| Комитет         |  |                   |  |

|                   |  |                 |  |
|                   |  |                 |  |
| Вр                |  | Томми Джексон   |  |
| Защ               |  | Томми Смарт     |  |
| Защ               |  | Томми Морт      |  |
| Хав               |  | Фрэнк Мосс      |  |
| Хав               |  | Вик Милн        |  |
| Хав               |  | Джордж Блэкберн |  |
| Нап               |  | Ричард Йорк     |  |
| Нап               |  | Билли Кертон    |  |
| Нап               |  | Лен Кейпуэлл    |  |
| Нап               |  | Билли Уокер (к) |  |
| Нап               |  | Артур Доррелл   |  |
| Тренер-секретарь: |  |                 |  |
| Джордж Рэмзи      |  |                 |  |

## Путь команд к финалу

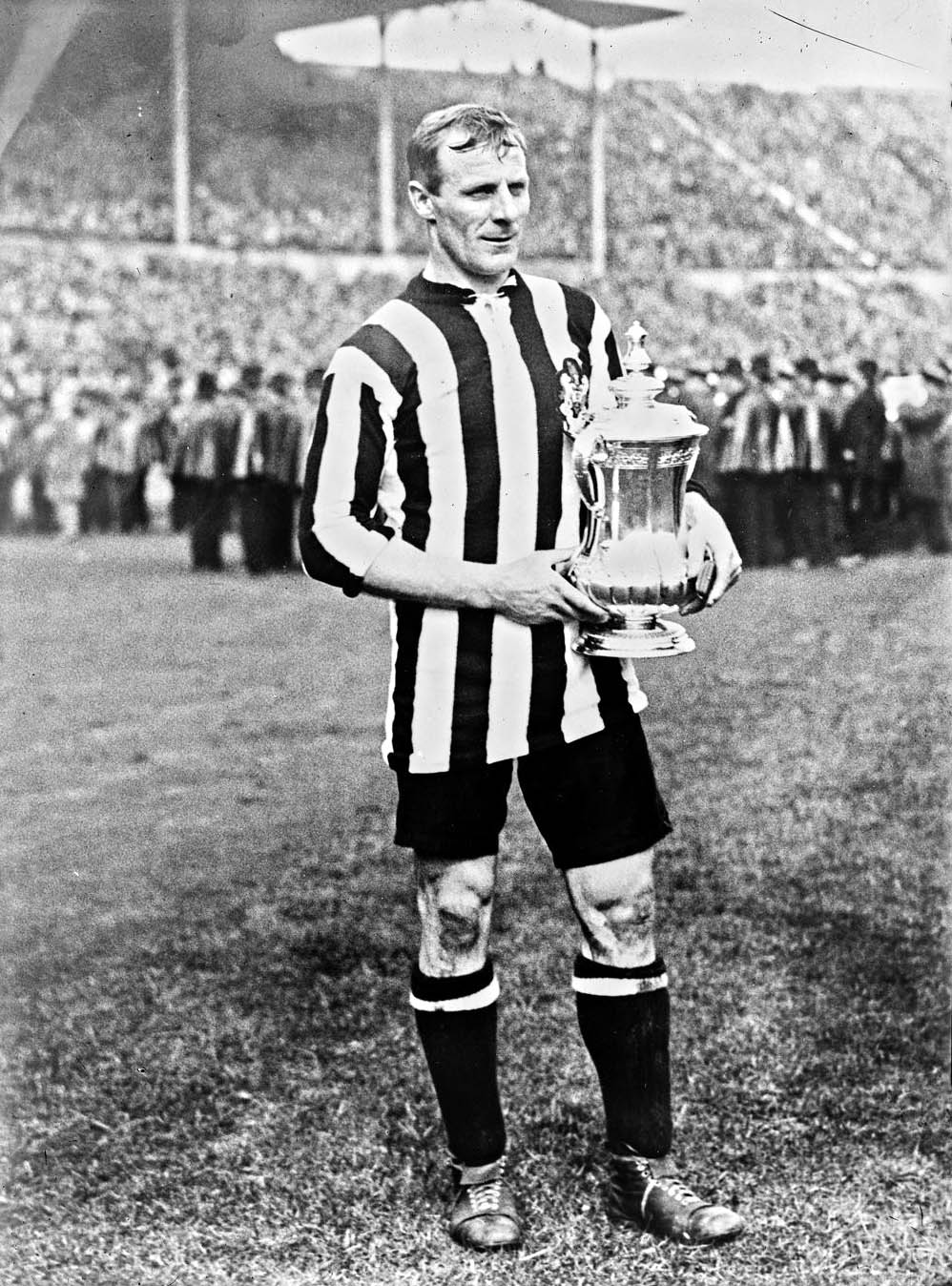
Капитан «Ньюкасл Юнайтед»Фрэнк Хадспет с выигранным трофеем

### «Ньюкасл Юнайтед»
| Раунд 1                     | Портсмут           | 2:4 | Ньюкасл Юнайтед |
| Раунд 2                     | Дерби Каунти       | 2:2 | Ньюкасл Юнайтед |
| Раунд 2. Переигровка        | Ньюкасл Юнайтед    | 2:2 | Дерби Каунти    |
| Раунд 2. Вторая переигровка | Дерби Каунти       | 2:2 | Ньюкасл Юнайтед |
| Раунд 2. Третья переигровка | Ньюкасл Юнайтед    | 5:3 | Дерби Каунти    |
| Раунд 3                     | Уотфорд            | 0:1 | Ньюкасл Юнайтед |
| Четвертьфинал               | Ньюкасл Юнайтед    | 5:0 | Ливерпуль       |
| Полуфинал                   | Ньюкасл Юнайтед    | 2:0 | Манчестер Сити  |
|                             | (на «Сент-Эндрюс») |     |                 |

### «Астон Вилла»
| Раунд 1       | Ашингтон             | 1:5 | Астон Вилла  |
| Раунд 2       | Суонси Таун          | 0:2 | Астон Вилла  |
| Раунд 3       | Астон Вилла          | 3:0 | Лидс Юнайтед |
| Четвертьфинал | Вест Бромвич Альбион | 0:2 | Астон Вилла  |
| Полуфинал     | Астон Вилла          | 3:0 | Бернли       |
|               | (на «Брэмолл Лейн»)  |     |              |